# Munții Šar

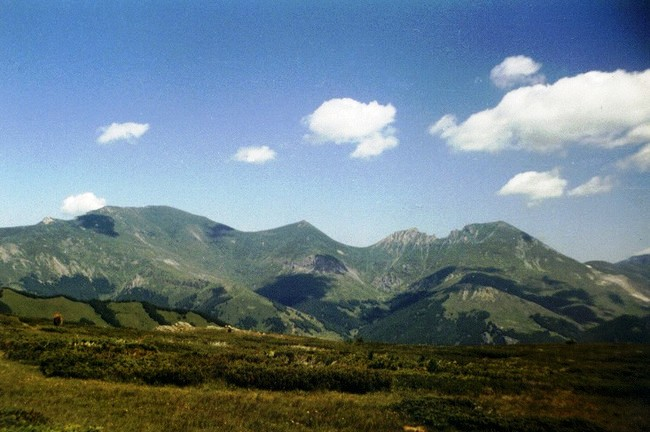
Munţii Šar (Šar Planina) văzuţi dinspre Macedonia

Munții Šar (în sârbă și macedoneană Шар Планина, Šar Planina, în albaneză Malet e Sharrit, Sharr) sunt localizați în sudul Serbiei (Kosovo) la granița cu Macedonia. Lanțul montan are 80 km lungime și 10-20 km lățime. Punctul cel mai înalt este atins în Titov Vrv (2747 m).
Către sud-vest se continuă cu Munții Korab.
Până la altitudinea de 1000 m sunt prezente culturi agricole, de la 1700 m în sus predomină pășunile alpine care acoperă 550 kmp, fiind astfel considerată cea mai întinsă arie compactă cu pășuni alpine de pe continentul european.
Acești munți mai sunt cunoscuți și pentru că aici își are originea rasa de câini Šarplaninac (în albaneză Qeni i Sharrit).
În spațiul acestor munți, pe versantul nordic se întinde Parcul Național Šara/Sharr, pe o suprafață de 380 kmp. Printre speciile mai importante de floră se remarcă endemismul relict pinul macedonean; alte specii includ pinul cu scoarța albă și trandafirul alpin.